# Rhynchotropis
Rhynchotropis es un género de plantas con flores con cinco especies perteneciente a la familia Fabaceae.

## Especies
- Rhynchotropis curtisiae
- Rhynchotropis dekindtii
- Rhynchotropis marginata
- Rhynchotropis poggei
- Rhynchotropis praecox